# Harplinge-Steninge pastorat
Harplinge-Steninge pastorat är ett pastorat i Halmstads och Laholms kontrakt i Göteborgs stift i Halmstads kommun i Hallands län.
Pastoratet var till 2022 ett flerförsamlingspastorat som bestod av följande församlingar:
- Harplinge församling
- Steninge församling

Församlingarna slogs samman 1 januari 2022 och pastoratet är därefter ett enförsamlingspastorat.
Pastoratskod är 081602.